# 히누마역
히누마역(일본어: 涸沼駅, ひぬまえき)은 일본 이바라키현 호코타시에 있는 가시마 임해 철도 오아라이카시마 선의 역이다.

## 역 구조
단선 승강장 1면 1선의 고가역이다. 람사르 협약 등록의 물새 서식지인 히누마에 대한 관문으로서 역사에는 관광 센터가 병설되어 있다. 간이 위탁역으로, 승차권은 관광 센터에서 판매되고 있다.

## 역 주변
- 히누마 관광 센터(병설)
- 히누마
- 이바라키 지방 도로 114호 시모오다호코타 선
- 이바라키 지방 도로 16호 오아라이토모베 선

## 역사
- 1985년 3월 14일: 영업 개시.

## 인접역
| 가시마 임해 철도 ■ 오아라이카시마 선 | 가시마 임해 철도 ■ 오아라이카시마 선 | 가시마 임해 철도 ■ 오아라이카시마 선 |
| ------------------------------------ | ------------------------------------ | ------------------------------------ |
| 오아라이 미토 방면                   |                                      | 가시마아사히 가시마진구 방면         |